# Eridolius lionyx
Eridolius lionyx är en stekelart som beskrevs av Dmitriy R. Kasparyan 1984. Eridolius lionyx ingår i släktet Eridolius och familjen brokparasitsteklar. Inga underarter finns listade i Catalogue of Life.